# Sergej Pasko
Sergej Pavlovitj Pasko, kyrillisk stavning Сергей Павлович Пасько, född 10 september 1966 i Almaty, är en kazakisk före detta fotbollsspelare och -domare.
Pasko var trogen FK Qajrat en stor del av sin klubbkarriär. Han spelade sex landskamper för Kazakstan under 1992.
Efter spelarkarriären blev han fotbollsdomare och dömde bland annat i den kazakiska högstadivisionen Premjer Ligasy. År 2012 stängdes han av från fortsatt domararbete efter att ha bedömts varit partisk i en ligamatch.

## Meriter
- Vinnare av Premjer Ligasy 1994 med FC Yelimay
- Vinnare av Ýokary Liga 1997/1998 med Köpetdag Aşgabat
- Vinnare av Turkmenistanska cupen 1997 med Köpetdag Aşgabat